# مساواة (قناة)
قناة مساواة الفضائية أو قناة فلسطين 48 سابقًا هي قناة تلفزيونية فلسطينية مخصصة لعرب 48. يقع مقرها الرئيسي في مدينة رام الله وتبث من مدينة رام الله، وهي تابعة للهيئة الفلسطينية العامة للإذاعة والتلفزيون.

## النشأة والتأسيس
انطلقت القناة رسميًا في 1 يونيو 2015، بعد حفل افتتاح أقيم في فندق جولدن كراون بمدينة الناصرة. تُبث القناة من مدينة رام الله، مع استوديوهات في الناصرة، وتهدف إلى تسليط الضوء على قضايا فلسطينيي الداخل وتقديم محتوى يعكس هويتهم الثقافية والاجتماعية

## محاولات الإغلاق والضغوط الإسرائيلية
بعد ثلاثة أسابيع من انطلاقها، أصدر رئيس الوزراء الإسرائيلي آنذاك، بنيامين نتنياهو، والذي كان يشغل أيضًا منصب وزير الاتصالات، أمرًا بإغلاق القناة. إلا أن القناة استمرت في البث من رام الله، مما جعل القرار غير قابل للتنفيذ.
في 24 يونيو 2016، أصدر وزير الأمن الداخلي الإسرائيلي، جلعاد إردان، أمرًا بحظر أي نشاط للقناة داخل إسرائيل، مستندًا إلى قانون تطبيق اتفاق المراحل المؤقتة لعام 1994، بحجة أن القناة تعمل برعاية السلطة الفلسطينية دون تصريح رسمي. 
استنكرت قناة مساواة هذا القرار، واعتبرته سياسيًا بحتًا يهدف إلى إسكات الأصوات التي تنادي بالسلام والمساواة. وأكدت القناة التزامها بمواصلة بث برامجها وفق رؤيتها الإعلامية.

## تغيير الاسم إلى "مساواة"
في سبتمبر 2015، غيرت القناة اسمها من "فلسطين 48" إلى "مساواة"، في خطوة تهدف إلى تعزيز رسالتها في دعم المساواة والعدالة الاجتماعية لفلسطينيي الداخل.

## التاريخ
بدأ بث قناة فلسطين 48 في 1 يونيو 2015 بعد حفل الانطلاقة في فندق جولدن كراون في مدينة الناصرة. تتخذ القناة من مدينة الناصرة مقرًا لها وستختص في أخبار فلسطين المحتلة. تُشرف هيئة الإذاعة والتلفزيون الفلسطينية التي تتبع منظمة التحرير الفلسطينية على القناة.
لكن بعد نحو ثلاثة أسابيع من انطلاق القناة، وقع رئيس الوزراء الإسرائيلي نتنياهو والذي يشغل أيضًا منصب وزير الاتصالات الإسرائيلي، أمرًا بإغلاقها، لكنه لم ينجح. كون القناة تبث من مدينة رام الله وفق الوزير رياض الحسن المشرف العام على هيئة الإذاعة والتلفزيون.
في سبتمبر 2015، غيرت القناة اسمها من «فلسطين 48» إلى «مساواة».

## الرسالة والمحتوى
تسعى قناة مساواة إلى تقديم محتوى يعكس هموم وتطلعات فلسطينيي الداخل، من خلال برامج سياسية، ثقافية، اجتماعية، وفنية. تُبث القناة عبر القمر الصناعي نايل سات على التردد 12645 أفقي، وتُعتبر منصة إعلامية تسعى لتعزيز التواصل بين الفلسطينيين داخل الخط الأخضر وبقية أنحاء العالم.

## برامج مميزة
تقدم القناة مجموعة متنوعة من البرامج التي تسلط الضوء على قضايا المجتمع الفلسطيني، منها:
- "شو بالبلد": برنامج حواري يستضيف شخصيات بارزة لمناقشة قضايا الساعة.
- "صباحنا غير": برنامج صباحي يتناول مواضيع اجتماعية وثقافية متنوعة.
- "بانوراما مساواة": برنامج إخباري يستعرض أبرز الأحداث السياسية والاقتصادية.

## وصلات خارجية
- الموقع الرسمي